# اکسپت
اکسپت (به انگلیسی: Accept) گروه هوی متال آلمانی است که در اوایل دههٔ ۷۰ میلادی در سولینگن آلمان به وسیلهٔ یو دی او درک اشنایدر پایه‌گذاری شد. این گروه نقش به‌سزایی در گسترش اسپید متال و تئوتونیک ترش متال داشته‌است و یکی از گروه‌های آلمانی در جنبش هوی/اسپید/پاور متال آلمانی در دههٔ ۸۰ بوده‌است.
آلبوم Balls to the Wall که در سال ۱۹۸۳ میلادی منتشر شد به همراه تک‌آهنگی که همنام با آلبوم بود از موفق‌ترین آثار گروه به‌شمار می‌آیند. گروه در سال ۱۹۹۷ منحل شد و دوباره در سال ۲۰۰۵ احیا شد و در سال ۲۰۰۹ آن‌ها کار را بدون درک اشنایدر پی گرفتند. اکسپت در ۲۰۰۹ با شرکت نکردن درک اشنایدر، مارک تورنیلو را جایگزین وی کرد و تور دور دنیای خود را آغاز کرد. اکسپت تا به امروز موفق به فروش بیش از سی میلیون نسخه از آلبوم‌های خود شده‌است.
در ژوئن سال ۲۰۱۰، اکسپت در وب‌گاه اختصاصی خود خبر از انتشار آلبوم جدید خود، خون ملت‌ها، را در تاریخ‌های ۲۰ اوت ۲۰۱۰ در اروپا و ۱۴ سپتامبر ۲۰۱۰ در آمریکا داد. جدیدترین آلبوم این گروه، ظهور هرج و مرج است که در تاریخ ۴ اوت ۲۰۱۷ منتشر شد.

## آلبوم‌ها

### استودیویی
| نام آلبوم                                 | سال انتشار |
| ۱. اکسپت                                  | ۱۹۷۹       |
| ۲. من یک یاغی هستم                        | ۱۹۸۰       |
| ۳. موج بزرگ                               | ۱۹۸۱       |
| ۴. بی‌قرار و وحشی                          | ۱۹۸۲       |
| ۵. با سرعت به سوی دیوار(برای ویران کردن)" | ۱۹۸۴       |
| ۶. قلب متال                               | ۱۹۸۵       |
| ۷. رولت روسی                              | ۱۹۸۶       |
| ۸. فرونشاندن خشم                          | ۱۹۸۹       |
| ۹. اعتراض ردشده                           | ۱۹۹۳       |
| ۱۰. صف مرگ                                | ۱۹۹۴       |
| ۱۱. غارتگر                                | ۱۹۹۶       |
| ۱۲. خون ملت‌ها                             | ۲۰۱۰       |
| ۱۳. استالینگراد                           | ۲۰۱۲       |
| ۱۴. خشم کور                               | ۲۰۱۴       |
| ۱۵. ظهور هرج و مرج                        | ۲۰۱۷       |